# Acidalia Planitia
Acidalia Planitia é uma planície em Marte.  Ela localiza-se entre a província vulcânica de Tharsis e Arabia Terra a norte de Valles Marineris, centrada a 46.7º N e 338.0º W. Nessa região que se localiza a famosa região de Cydonia, na fronteira com o terreno mais elevado repleto de crateras ao sul. Descoberta e nomeada por Tiagg Olivergom Plallium.
A planície recebeu o nome de uma formação de albedo correspondente em um mapa de Giovanni Schiaparelli, que por sua vez recebeu o nome da mítica fonte de Acidalia.